# Imad Aszraf Muhammad Abu al-Ata
Imad Aszraf Muhammad Abu al-Ata (Abd al-Latif) (Emad Ashraf Mohamed Abouelatta, arab. عماد أشرف محمد عبداللطيف; ur. 1 listopada 2001) – egipski zapaśnik walczący w stylu klasycznym. Złoty medalista mistrzostw Afryki w 2024, srebrny w 2023 i brązowy w 2022. Zajął piąte miejsce na igrzyskach śródziemnomorskich w 2022. Trzeci na MŚ U-23 w 2023. Wicemistrz mistrzostw arabskich w 2021 roku.